# Марія-Терезія
Марі́я Тере́зія Вальбурга Амалія Христина (нім. Maria Theresia Walburga Amalia Christina; 13 травня 1717, Гофбург, Відень, Габсбурзька монархія — 29 листопада 1780, Гофбург, Відень, Габсбурзька монархія) — імператриця Священної Римської імперії, ерцгерцогиня Австрії, королева Угорщини з 25 червня 1741 року, королева Богемії з 12 травня 1743 року, королева Галичини та Володимирії. Засновниця династії Габсбурги-Лотаринзькі. Представниця освіченого абсолютизму. Старша донька імператора Священної Римської імперії Карла VI Габсбурга.
На початку правління Марія Терезія зіткнулась у війні за австрійську спадщину із сусідніми державами, що вважали вступ на престол спадкових володінь Габсбургів жінки слабкістю імперії. Пруссія, Франція та Баварія, порушивши Прагматичну санкцію, намагались загарбати частину територій спадкових володінь. Проте Марія Терезія змогла відстояти свої землі, втративши лише Сілезію. У Семилітній війні Марія Терезія вирішила взяти участь для того, щоб повернути втрачені володіння, проте зробити це їй не вдалося. У 1770-х роках імператриця змогла приєднати до своїх володінь землі на території сучасної України — Галичину, де було створено Королівство Галичини та Володимирії, та Буковину, де з'явився Дистрикт Буковина. Крім того, до спадових володінь було приєднано частину Півдня сучасної Польщі.
Правління Марії Терезії — епоха активних реформ в дусі освіченого абсолютизму. Марія Терезія провела значні реформи, внаслідок чого було збільшено чисельність армії, податкові надходження, впорядковано судову та адміністративну гілки влади, зменшено кількість неписьменних в імперії. Крім того, вона розпочала селянську реформу, зменшивши розмір панщини з 5-6 до 3 днів на тиждень. У релігійній політиці Марія Терезія дотримувалася католицизму, підтримувала греко-католицизм, проте боролася проти впливу Церкви на державну політику Австрії та Священної Римської імперії. На початку свого правління імператриця висилала з Австрії та деяких інших регіонів спадкових володінь євреїв та протестантів, проте наприкінці правління пом'якшила політику щодо них. Останні 15 років правління Марія Терезія співправила зі старшим сином Йосифом II, який після її смерті став самостійним правителем. Просвітницькі погляди Йосифа II часто не збігалися з політикою Марії Терезії; особливо це стосувалося питання релігійної терпимості.
Чоловіком Марії Терезії став герцог Лотаринзький Франц Стефан, який пізніше був разом з нею коронований імператором Священної Римської імперії. У шлюбі вони прожили 28 років. Марія Терезія народила 16 дітей, з яких 10 пережили її. Серед її численних дітей — два імператори (Йосиф II та Леопольд II), а також знаменита королева Франції Марія-Антуанетта Австрійська, страчена під час Французької революції.

## Ранні роки

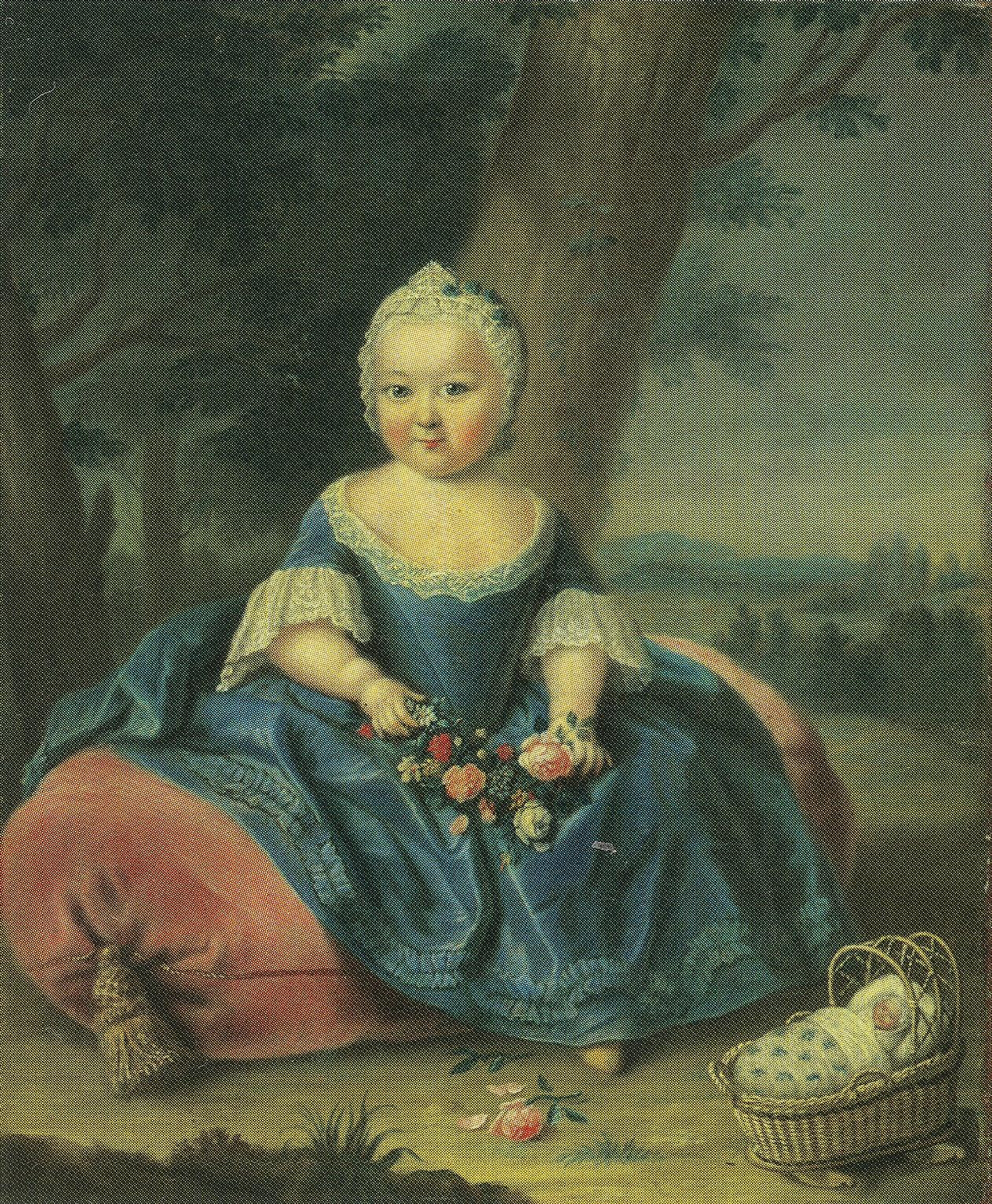
Марія Терезія у віці 3 роки в саду палацу Гофбург у Відні

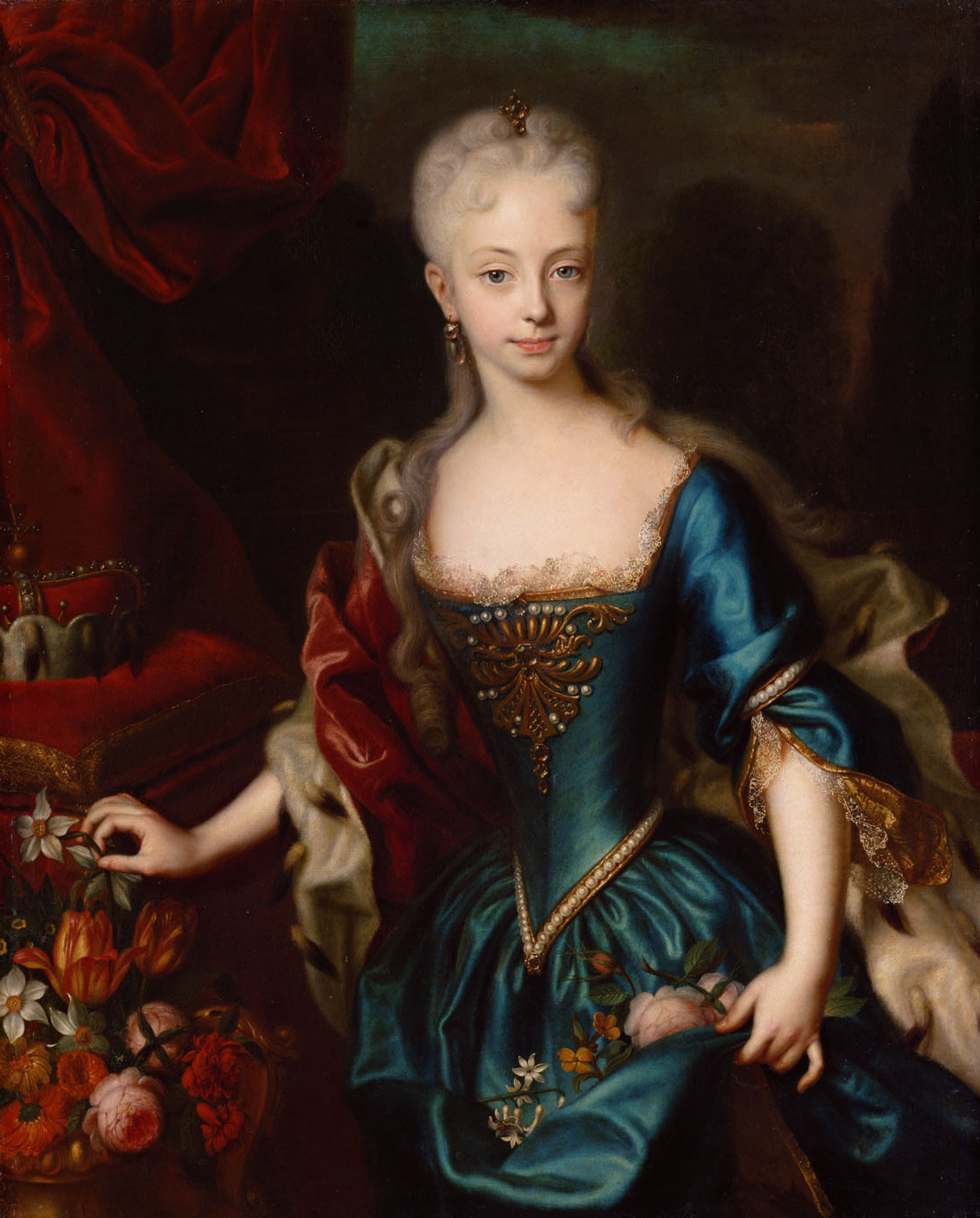
Ерцгерцогиня Марія Терезія у віці 10 років

Народилася 13 травня 1717 року у Відні в родині імператора Карла VI та імператриці Єлизавети Христини Брауншвейг-Вольфенбюттельської. Була старшою дитиною в сім'ї імператора, який не мав нащадків-синів. Хрещеними матерями Марії Терезії стали овдовілі імператорки Вільгельміна Брауншвейг-Люнебурзька та Елеонора Магдалина з Нойбурга.
Ерцгерцогиня Марія Терезія з народження була стриманою. Її улюбленими заняттями були співи та стрільба з лука.
Через те що вона не мала братів, а, відповідно, престол не мав нащадка чоловічою статі, з дитинства Марію Терезію, як старшу дочку імператора, готували до сходження на престол. У зв'язку з цим вона отримала чоловіче виховання. З 14 років відвідувала засідання державної ради.
Освітою ерцгерцогині керували придворні єзуїти. Сучасники відзначали гарне звучання латинської мови у Марії Терезії. Крім того, вона навчалася малюванню, живопису, музиці та танцям — дисциплінам, що були необхідні для майбутньої дружини та королеви-консорт.

## Шлюб та сім'я

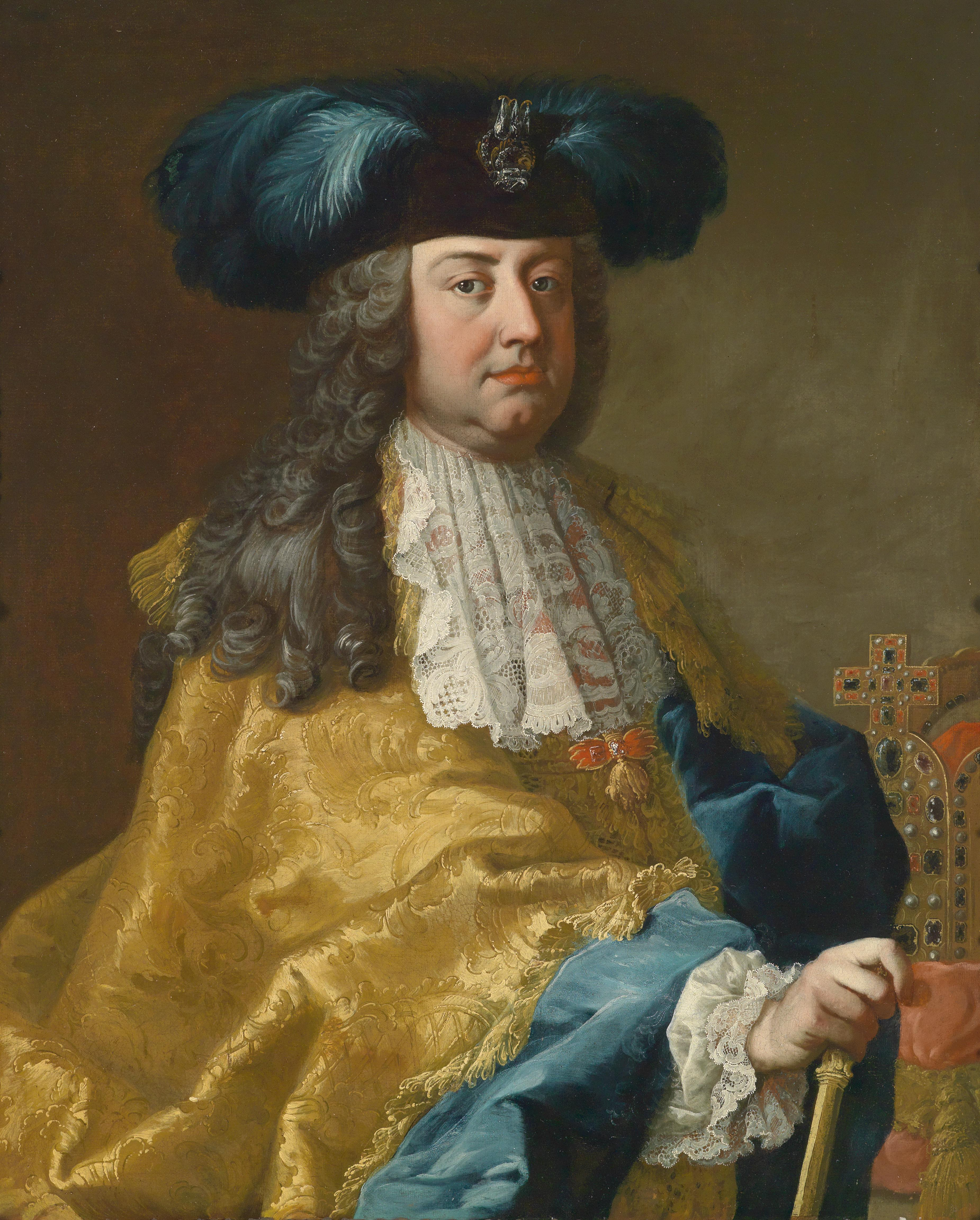
Франц I Стефан, чоловік Марії Терезії

Оскільки Марія Терезія не мала жодного брата, який би міг замінити її батька на престолі, питання про одруження Марії Терезії стояло ще з її дитинства. Карл VI вважав, що його дочці потрібен такий чоловік, який міг би керувати імперією.
Першим претендентом на одруження з Марією Терезією був Леопольд Климент Лотаринзький. У 1723 році він мав прибути до Відня, щоб зустрітись та познайомитись з ерцгерцогинею. Проте Леопольд Климент незадовго до приїзду помер від віспи. Тому замість нього до Відня прибув його менший брат, Франц Стефан Лотаринзький. Він був улюбленим кандидатом імператора на одруження з Марією Терезією. Проте Карл VI не виключав й інші можливості. З релігійних причин він не зміг заручити старшу дочку з протестантським прусським принцом Фрідріхом, сином короля Пруссії Фрідріха Вільгельма I. У 1725 році імператор заручив Марію Терезію з іспанським принцом Карлом, майбутнім Карлом III Іспанським, а її меншу сестру Марію Анну — з його братом Філіпом. Проте тиск з боку інших європейських правителів змусив імператора відмовитися від цього плану.
Франц Стефан Лотаринзький перебував при дворі імператора до 1729 року, коли він поїхав у Лотарингію, щоб посісти престол батька. За час перебування Франца Стефана у Відні Марія Терезія зблизилась з ним. Марія Терезія бажала одружитися з герцогом. Її батько також підтримував цю ідею, проте хотів вибрати політично більш вигідне рішення про шлюб. Врешті-решт, у 1736 році Карл VI повідомив, що хоче одружити старшу дочку з Францом Стефаном Лотаринзьким. Політичні передумови цього шлюбу склалися під час війни за польську спадщину. Король Франції Людовик XV бажав, щоб Франц Стефан віддав Лотарингію Станіславу Лещинському, тестю короля Франції. Франц Стефан погодився на це, і 12 лютого 1736 року він одружився з Марією Терезією. Замість Лотарингії герцог Франц Стефан отримав від імператора Тоскану у 1737 році після смерті тосканського герцога Джана Гастона Медічі — останнього з династії Медічі.
Марія Терезія та Франц Стефан у шлюбі мали 16 дітей. Найбільшою проблемою їхнього шлюбу була зрада Франца Стефана з Марією Вільгельміною фон Нейпперг.
Попри подружню зраду, Марія Терезія ніколи не покидала свого чоловіка. Після того як він 1765 році помер у Відні після інсульту, вона сумувала за ним решту свого життя.

## Війна за австрійську спадщину

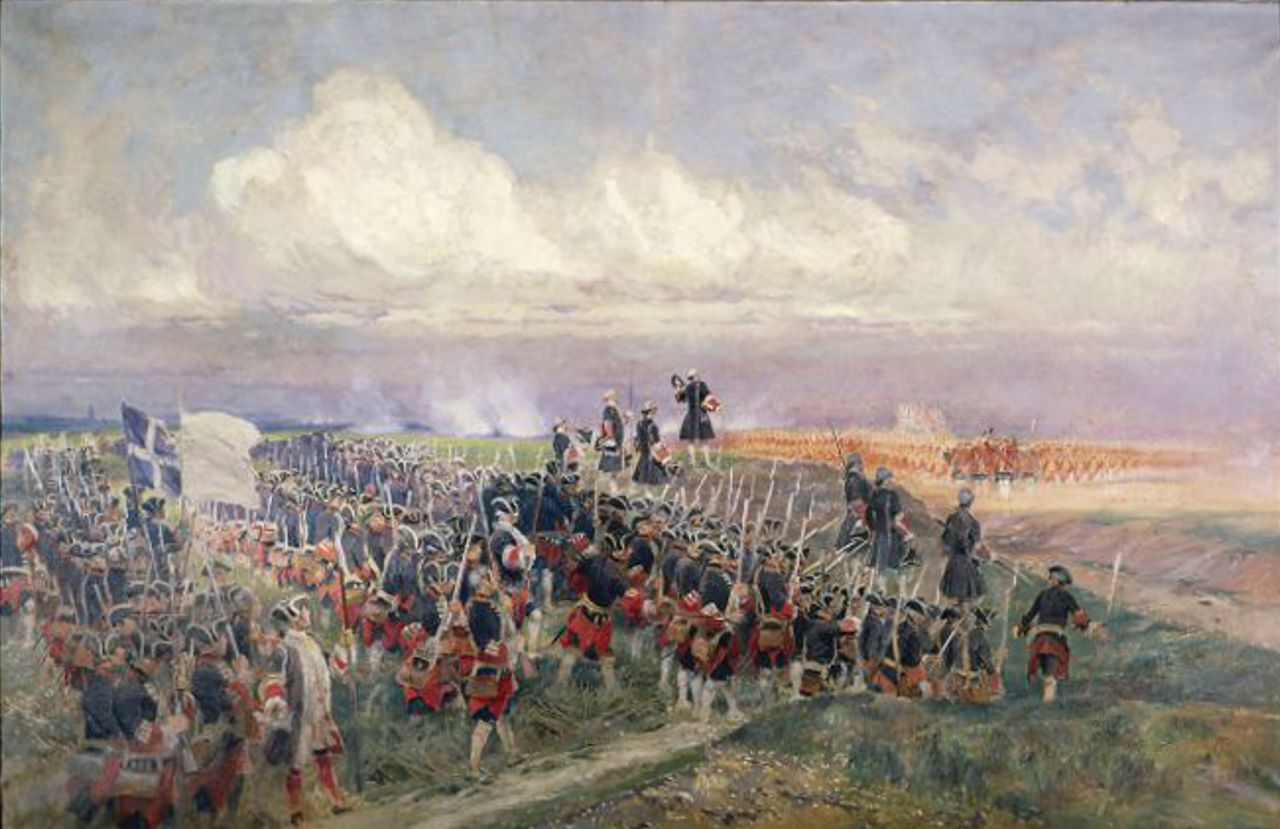
Битва при Фонтенуа (1745)

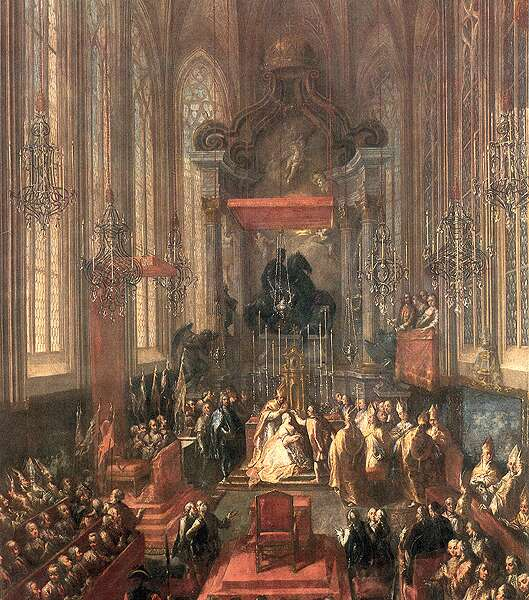
Коронація Марії Терезії у Пресбурзі

Імператор Карл VI розумів, що не має нащадків чоловічої статі, і цим можуть скористатися сусідні держави Австрії (Баварія, Пруссія, Франція, Османська імперія) в загарбницьких цілях. Тому він провів переговори з країнами Європи, в результаті яких було підписано Прагматичну санкцію. Згідно з нею, держави Європи повинні були визнати Марію Терезію як повновладну правительку на престолі Австрії. До того ж, у 1737 році за проханням імператора чоловік Марії Терезії Франц Стефан віддав Лотарингію тестю короля Франції Станіславу Лещинському в обмін на визнання Марії Терезії імператрицею.
20 жовтня 1740 року Карл VI помер. Одразу ж після цього декілька європейських держав, зокрема Пруссія, Баварія та Франція, попри Прагматичну санкцію, почали військову інтервенцію на територію спадкових володінь австрійського дому Габсбургів. Так почалася війна за австрійську спадщину. У цій війні Марію Терезію підтримали Велика Британія, Голландська республіка та Ганновер, курфюрстом якого був король Великої Британії. У війні Франція прагнула приєднати Австрійські Нідерланди. Пруссія захопила Сілезію, курфюрст Баварії Карл Альбрехт боровся за імператорський престол. Марія Терезія звернулася по допомогу до Угорщини, яка входила до спадкових володінь. Після цього 25 червня 1741 року її було короновано примасом Імре Естергазі у Соборі святого Мартина у Пресбурзі (нині — Братислава, Словаччина) як королеву Угорщини.
Наприкінці 1741 року курфюрст Баварії Карл Альбрехт вторгнувся до Верхньої Австрії, а 24 січня 1742 року був обраний імператором Священної Римської імперії як Карл VII. Водночас війська Австрії почали інтервенцію в Баварії та змогли захопити Мюнхен. 12 травня 1743 року Марія Терезія стала королевою Богемії.
У 1745 році Франц Стефан був коронований імператором Священної Римської імперії, відповідно, Марія Терезія стала імператрицею. Проте державою керувала Марія Терезія, а не її чоловік.
Війна за австрійську спадщину закінчилася у 1748 році підписанням Другого Аахенського миру. Згідно з ним, Франція відмовилась від захоплених володінь у Нідерландах, а Пруссія отримала Сілезію.

## Реформи та внутрішня політика

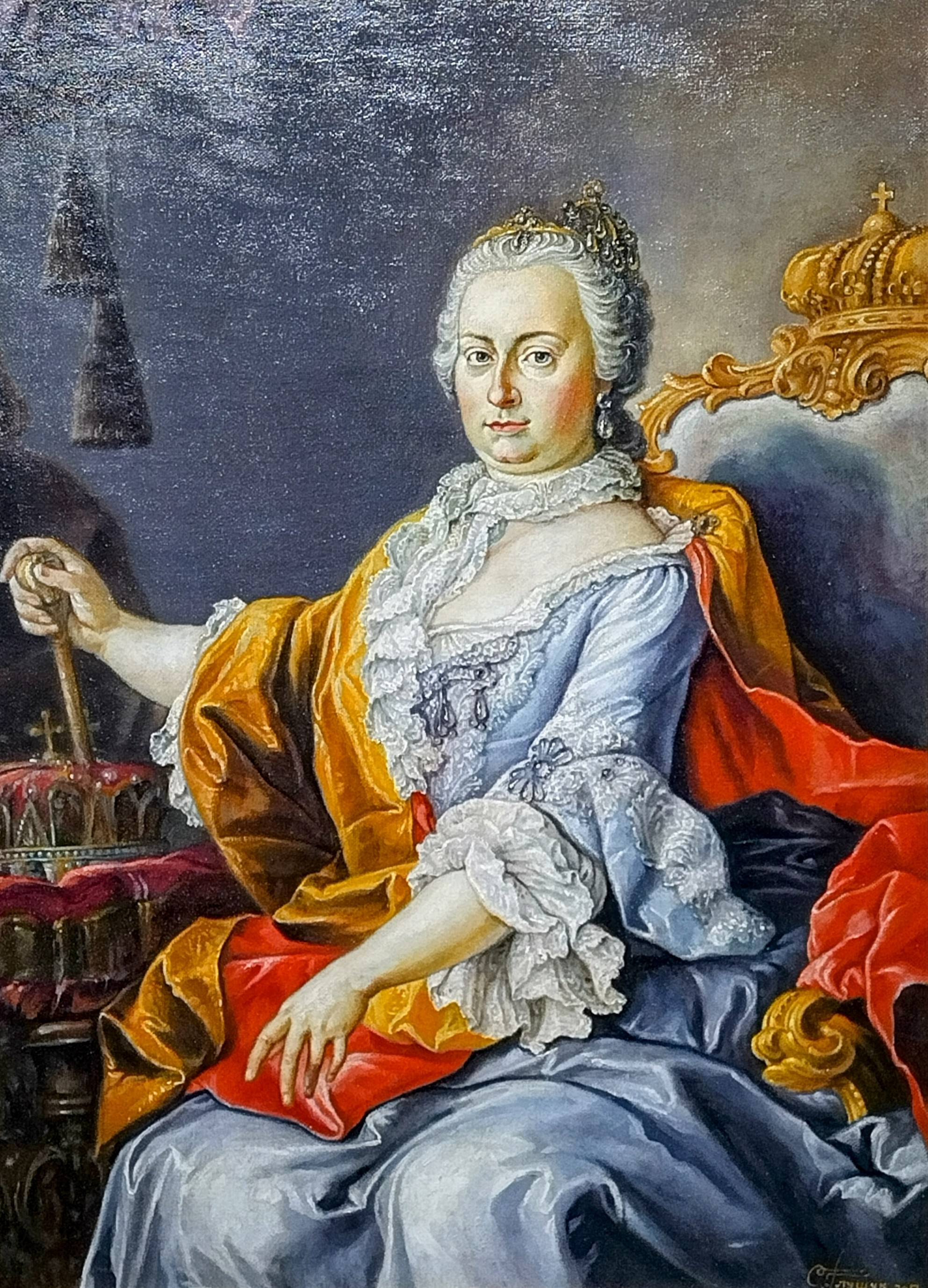
Портрет Марії-Терезії з експозиції Закарпатського краєзнавчого музею

Марія Терезія у вільний від воєн час проводила реформи у внутрішній політиці Австрії.
Вперше необхідність у проведенні реформ з'явилася після 1748 року, тобто після завершення війни за австрійську спадщину. Першими проведеними реформами стали військова та фінансова. Після Семилітньої війни, яку Марії Терезії вдалося завершити без значних втрат, вона провела набагато важливіші реформи. Зокрема, були створені початкові школи для селян, зменшено розмір їхньої панщини, упорядковано судову систему, введено цензуру на видання творів письменників Просвітництва, розпочато щеплення проти віспи.

### 1748—1756
У 1748—1756 роках були проведені перші реформи Марії Терезії, а саме: військова та фінансова. Їх проведення почалося одразу після завершення війни за австрійську спадщину. Марія Терезія прагнула посилити боєздатність армії, через що було проведено військову реформу. Також імператриця започаткувала фінансову реформу, яку остаточно було завершено тільки після скасування внутрішніх митних кордонів у 1775 році.

#### Військова реформа
У 1748 році було розпочато проведення військової реформи. Було змінено порядок військового набору. Чисельність армії збільшилася завдяки проведенню рекрутських наборів до армії. Служба ставала пожиттєвою. Її несли переважно бідні прошарки населення. Від несення військової служби звільнялися духовенство, дворянство, представники інтелігенції та буржуазії, а також багаті селяни в разі грошового відшкодування. За наказом Марії Терезії було створено Терезіанську військову академію для офіцерів. Завдяки цим заходам імператриці вдалося збільшити чисельність війська зі 108 тисяч до 278 тисяч воїнів.

#### Фінансова реформа

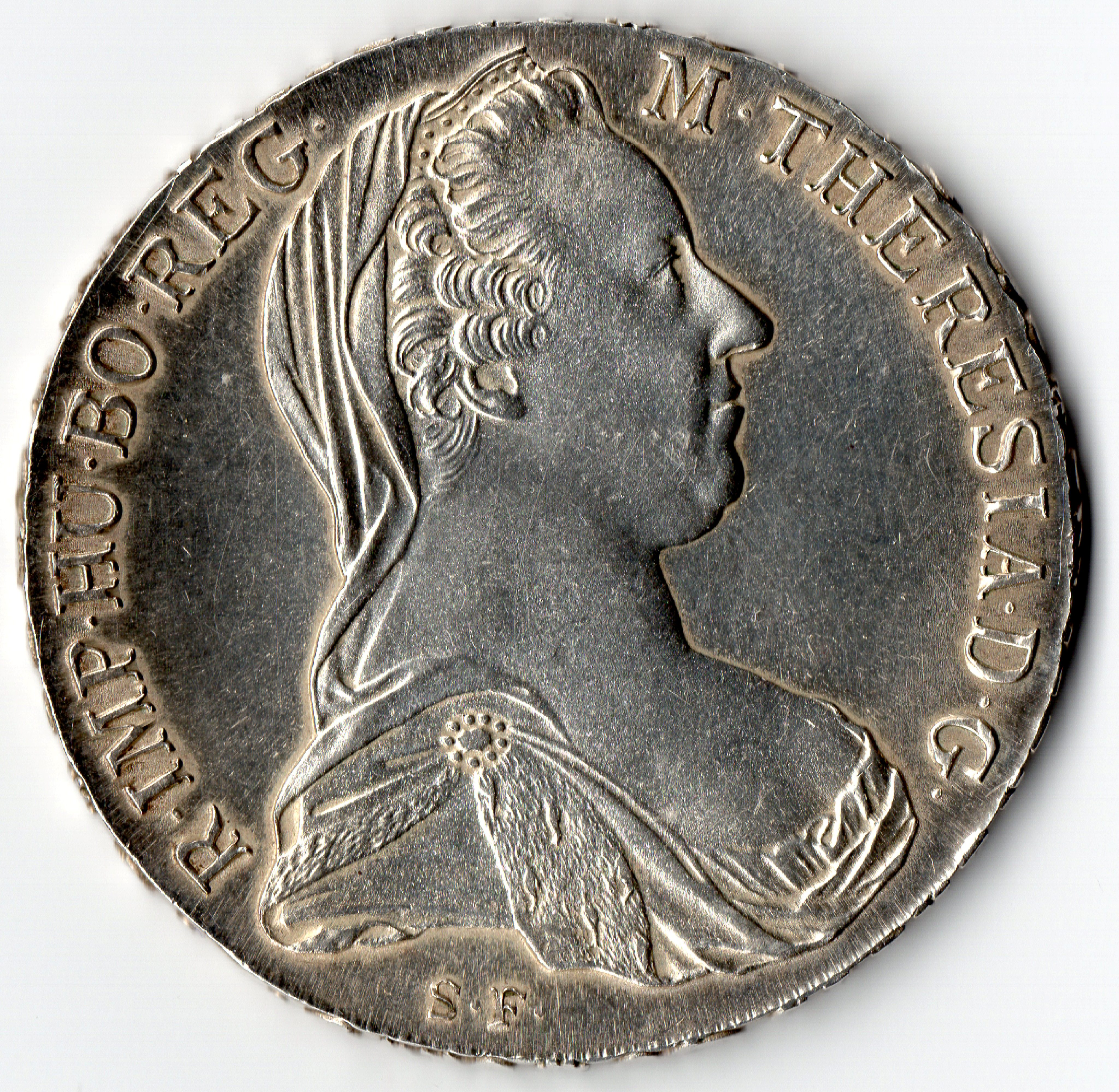
Марія Терезія на власному талері

У ході фінансової реформи Марії Терезії було перетворено систему податків Австрії: до сплати податків притягувалися також привілейовані стани суспільства. Провінції повинні були кожні 10 років вести переговори з правителем щодо суми податків, які сплачуватимуться щороку. (До цього провінції вели такі переговори щороку.) Крім того, була проведена кадастрація земельних володінь. У 1775 році було скасовано внутрішні податкові мита, що сприяло розвиткові внутрішньої торгівлі, проте мита для ввезення товарів з-за кордону були, навпаки, підвищені.

### 1763—1780

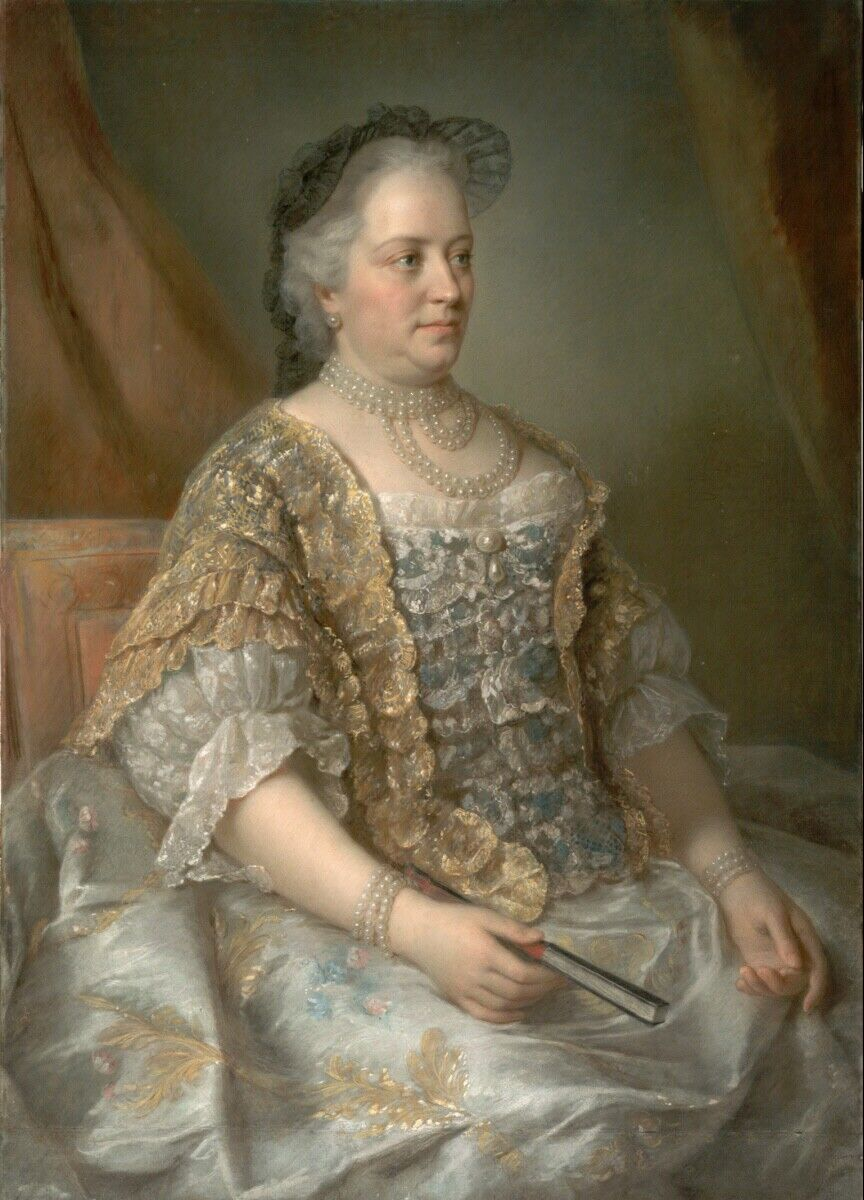
Марія Терезія у 1762 році

Другий період реформ Марії Терезії був важливішим, ніж перший. Фінансова реформа, розпочата наприкінці 1740-х — на початку 1750-х років, була остаточно завершена тільки у 1775 році. Крім того, в цей період були проведені такі важливі реформи, як освітня, судова, селянська, реформи державних органів. Також в цей час підвищився рівень цензури, а в Австрії було розпочато щеплення проти натуральної віспи.

#### Освітня реформа
Однією з найуспішніших реформ Марії Терезії була реформа освіти. Імператриця ставила освіту на високий рівень особливо на початку свого правління. До того ж, освітня реформа була однією з таких, у яких інтереси імператриці та Йосифа II збігалися.
На початку свого правління Марія Терезія дозволила некатоликам навчатись в університетах. Крім того, вона дозволила вивчати світські предмети (наприклад, право), через що університетська освіта втратила великий вплив церкви. У 1746 році у Відні було створено Терезіанум для навчання дітей дворян. У 1751 році Марія Терезія заснувала Терезіанську академію для підготовки офіцерів до служби у війську. У 1754 році у Відні було створено Дипломатичну Академію для підготовки майбутніх австрійських дипломатів. Новий університет був заснований у Буді.
Перепис населення 1770—1771 років засвідчив низький рівень писемності серед нижчих верств населення, особливо селян. Після цього Марія Терезія вирішила провести реформу початкової освіти. Керував нею прусський освітній реформатор Йоганн Ігнац фон Фелбігер. У сільських місцевостях були створені світські школи для обох статей. Діти повинні були відвідувати школу з 6 до 12 років. Освіта була двомовною: перші декілька років викладання відбувалося рідною мовою дітей, а пізніше — німецькою мовою.

#### Реформи державних органів
У 1749 році почався поділ судової та адміністративної влади на окремі гілки. До відання останньої були переведені фінанси. У 1752—1763 роках були утворені три окремих відомства, або міністерства:
- об'єднане чесько-австрійське, яке відало землями Австрії, Богемії, германськими володіннями;
- вища судова інстанція;
- придворна палата, яка керувала фінансами.

Верховним відомством, якому підпорядковувалися всі інші, стала «Haus—Hof—und Staatskanzlei». У 1760 році було утворено Державну раду.

#### Судова реформа
У ході судової реформи відбувалася кодифікація законів. Було видано «Терезіанський кодекс» та «Терезіанську Немезіду». Перший був цивільним кодексом, а другий — кримінальним. Було введено обмеження на смертну кару за злочини та заборонено проведення судових катувань.

#### Селянська реформа
Безпосереднім приводом до проведення селянської реформи став перепис населення 1770—1771 років. Під час перепису селяни змогли безпосередньо спілкуватися з імператорськими комісарами та скаржитися їм на умови життя та праці. У 1767 році було видано «Urbarium», за яким селяни більше не були прикріплені до землі. Цей закон зменшив революційний запал селянства. За законами, виданими у 1771 та 1775 роках, селянська панщина у Австрії зменшувалася з 5-6 до 3 днів на тиждень. Крім того, було зменшено поміщицький вплив на життя селян. Селянська реформа Марії Терезії була підґрунтям для повного скасування кріпацтва за правління Йосифа II у 1789 році.

#### Цензура
Рівень цензури за Марії Терезії був достатньо високим. Як повідомляє британський дипломат Натаньєль Враксаль, забороні на видання підлягали твори Вольтера, Руссо та інших. Найбільшої шкоди від цензури Марії Терезії зазнали твори, зміст яких був визнаний таким, що суперечить католицькій конфесії.

#### Медицина
Найбільшою заслугою Марії Терезії у медицині є початок щеплення від натуральної віспи у Австрії. Масове щеплення почалося після епідемії віспи 1767 року. Під час цієї епідемії захворіла і сама імператриця. Марія Терезія наказала вивчити іноземні тогочасні практики вакцинації проти віспи та вирішила вакцинувати себе, дітей та підданих. Австрійський лікар Герард ван Світен висловив своє припущення імператриці про те, що сумнівається у ефективності щеплень. У відповідь імператриця наказала провести випробування щеплень на 34 немовлятах-сиротах та 67 сиротах віку 5-14 років. Результати випробувань були вдалими: ніхто з тих, кого щепили за наказом Марії Терезії, не загинув. Після цього імператриця щепила себе та двох своїх дітей, а потім наказала щепити від віспи більшість підданих.
Крім сприяння щепленню від віспи, Марія Терезія у 1770 році видала указ про продаж отрут, згідно з яким аптекарі були зобов'язані вести реєстр продажу отрут, в якому повинні були записувати кількість та обставини кожного продажу. У 1773 році Марія Терезія заборонила використання свинцю у посудинах для їжі і дозволила використовувати тільки чисте олово.

## Співправління з Йосифом II

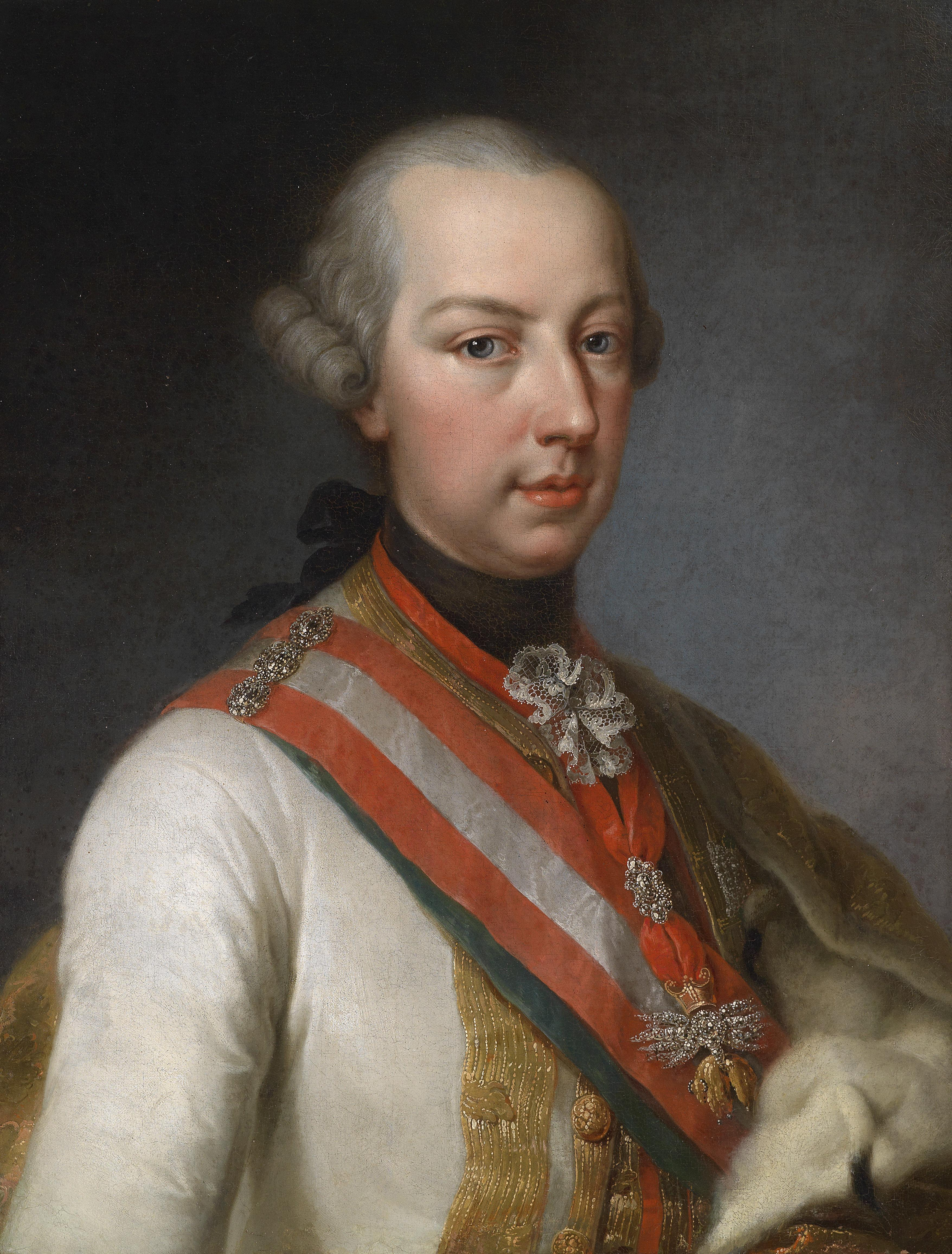
Йосиф II під час співправління з Марією Терезією

Протягом 1745—1765 років номінальним співправителем Марії Терезії був її чоловік, імператор Франц І. Після його смерті у 1765—1780 роках разом з матір'ю правив старший син Марії Терезії Йосиф II, який після її смерті став самостійним імператором.
Час співправління Йосифа II з Марією Терезією був часом проведення реформ у внутрішній політиці Австрії. Йосиф II, незважаючи на палку любов до матері, мав з Марією Терезією багато розбіжностей у поглядах. Старший син імператриці був вихований на ідеях Просвітництва. Він виступав за соціальну рівність та релігійну терпимість. Йосиф II зустрів великий опір матері у здійсненні своїх просвітницьких ідей. Повноцінно реалізувати їх він зміг лише під час свого самостійного правління у 1780—1790 роках.
Попри розбіжності у поглядах на релігійну терпимість, Марія Терезія та Йосиф II мали й збіги у поглядах на інші реформи. Йосиф II активно підтримував освітню реформу імператриці, оскільки початкова освіта для селян також була однією з ідей Просвітництва. Селянську реформу імператриці її син також активно підтримував. Закони, видані Марією Терезією, зменшували розмір панщини селян, а також відкріплювали їх від землі. Продовжуючи цю реформу матері, Йосиф II скасував особисту залежність селян та намагався замінити кріпосне право чиншем.

## Зовнішня політика
Починаючи зі вступу на престол у 1740 році Марія Терезія вела активну зовнішню політику. Перші вісім років її правління вона провела у війні з сусідніми державами, внаслідок чого втратила Сілезію. Згодом у союзі з Францією та Росією намагалась повернути втрачену землю під час Семилітньої війни, проте зробити це їй не вдалося. Зовнішня політика Австрії після закінчення Семилітньої війни була спрямована на територіальне розширення спадкових володінь австрійського дому Габсбургів. Радником Марії Терезії у справах зовнішньої політики був князь Венцель Антон фон Кауніц-Ритберг.

### Семилітня війна

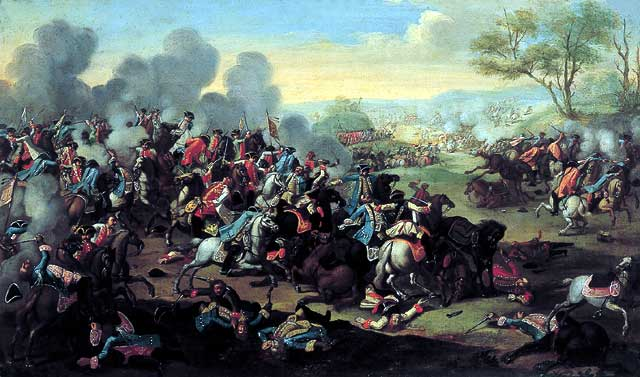
1757 року

Зовнішня політика Марії Терезії у 1750-х роках мала на меті повернути втрачені землі, зокрема Сілезію.
В той час, коли Марія Терезія разом зі своїми радниками була зосереджена на проведенні внутрішніх реформ, новий канцлер імператриці Венцель Антон фон Кауніц-Ритберг займався дипломатичною підготовкою до початку відвоювання Сілезії.
У 1756 році почалася Семилітня війна. На боці Австрії тоді виступили Франція на чолі з Людовиком XV та Росія, якою керувала Єлизавета Петрівна. Разом вони вели війну проти Пруссії, якою керував Фрідріх II та яку фінансово підтримувала Велика Британія. Австрії не вдалося під час війни здобути Сілезію. Проте в ході війни Російська імперія майже повністю окупувала Пруссію. 28 вересня 1760 року російські війна вступили у столицю Пруссії Берлін. Хід війни повністю змінили смерть Єлизавети Петрівни та вступ на престол Росії Петра III, який був прихильником Фрідріха II. Петро III повернув Пруссії всі втрачені нею території. 15 лютого 1763 року було підписано Губертусбургський мирний договір, за яким Австрія остаточно відмовилася від Сілезії.

### Розширення володінь Габсбургів
Зовнішня політика Марії Терезії після Семилітньої війни характеризувалася територіальним розширенням спадкових володінь австрійського дому Габсбургів. Також після завершення Семилітньої війни радник Марії Терезії Кауніц був підвищений до титулу фюрста.

#### Поділи Речі Посполитої
У 1768 році почалася чергова російсько-турецька війна. Австрія була занепокоєна подіями, що розгорталися, та побоювалася того, що Росія остаточно розгромить Османську імперію та стане сусідом Габсбургів з південного сходу. У 1771 році Кауніц запропонував імператриці об'єднатися з османами та вести війну проти Російської імперії, щоб запобігти цьому. Однак Марія Терезія категорично від цього відмовилася, вважаючи османів «невірними хижаками» в Європі. Однак у цю ситуацію втрутився король Пруссії Фрідріх II. Він запропонував анексувати частину Речі Посполитої, яка перебувала під значним російським впливом, щоб запобігти цьому конфлікту. Ослаблення Речі Посполитої у XVIII столітті призвело до трьох поділів Речі Посполитої. За життя Марії Терезії Австрія взяла участь у першому поділі Речі Посполитої 1772 року. Тоді до спадкових володінь було приєднано території Галичини. На цих землях було утворено Королівство Галичини та Володимирії з центром у Львові. Марія Терезія, яка, як і її предки, була титулярною королевою Галичини та Володимирії, стала повноцінною її правителькою.

#### Приєднання Буковини
В ході російсько-турецької війни 1768—1774 років армія Російської імперії зайняла Буковину. Австрія після першого поділу Речі Посполитої стала претендувати на всі володіння середньовічного Королівства Русі. Ініціативу приєднати Буковину до Австрії запропонував син Марії Терезії Йосиф II. Після переговорів Росія погодилась віддати Австрії Буковину. Процес передачі Буковини Австрії закінчився у 1775 році з підписанням у Константинополі австрійсько-турецького договору. На Буковині був утворений Дистрикт Буковина з центром у Чернівцях.

#### Війна за баварську спадщину
У 1777 році Марія Терезія заявила про претензії на Баварію, оскільки баварська гілка Віттельсбахів обірвалася. Пруссія також висловлювала власні територіальні претензії на баварську спадщину. У зв'язку з цим Кауніц запропонував провести обмін територіями: Австрія замість Австрійських Нідерландів, що знаходились далеко від Австрії та не мали з нею сухопутного зв'язку, мала отримати сусідню Баварію. Через це у 1778—1779 роках Австрія брала участь у війні за баварську спадщину. Фактично таким чином Марія Терезія бажала збільшити вплив Австрії у Священній Римській імперії. Війна закінчилася у 1779 році підписанням Тешенського договору, за яким Австрія отримала область Браунау-ам-Інн.

## Релігійна політика
Як і всі представники династії Габсбургів, Марія Терезія була римо-католичкою та дуже побожною. Марія Терезія вважала, що єдність церкви повинна бути засадою суспільного миру та виступала категорично проти релігійної терпимості. До того ж, імператриця ніколи не дозволяла Риму втручатися у справи, які Марія Терезія вважала прерогативою монарха. Вона контролювала вибори єпископів, архієпископів та абатів, які діяли на території Австрії та Священної Римської імперії. Крім того, на релігійну політику Марії Терезії вплинули ідеї янсенізму, який обстоював свободу національних церков від Риму. Загалом, релігійна політика Марії Терезії була прийнята для забезпечення контролю держави над Церквою.
Марія Терезія прихильно ставилася до представників уніатської церкви, наголошуючи на їхній рівності з римо-католиками. До того ж, саме імператриця вперше назвала уніатів греко-католиками своїм указом у 1774 році.

### Єзуїти
На початок правління Марії Терезії у 1740-х роках єзуїти мали дуже великий вплив на імператрицю. Вони обстоювали позицію Папи Римського, проти впливу якого на державні справи виступала Марія Терезія. Крім того, єзуїти керували освітою та навчанням старшого сина імператриці та майбутнього імператора Йосифа II. Врешті-решт міністри Марії Терезії переконали її у небезпечності впливу єзуїтів на державу. У 1773 році вона видала указ про ліквідацію Товариства Ісуса на території Австрії. Імператриця заборонила публікацію булли Климента XIII про неприйнятність такого рішення. Згодом Марія Терезія наказала вилучити усе майно єзуїтів.

### Євреї
Євреїв та протестантів Марія Терезія вважала небезпекою для своєї країни. Вона успадкувала антисемітські забобони своїх предків та була найбільшим антисемітом з усіх тогочасних європейських монархів.
У 1744 році Марія Терезія вирішила вислати усіх євреїв з Австрії та Богемії, попри застереження міністрів. Наказ про вислання євреїв було скасовано лише у 1748 році, коли через це на Марію Терезію почався тиск з боку сусідніх держав, зокрема Великої Британії. Але все ж таки було вислано 20 тисяч євреїв з Праги, оскільки ті нібито були нелояльними до імператриці під час війни за австрійську спадщину. Пізніше наказ поширився на решту Богемії та Моравію.
У 1760-х роках під впливом придворного Авраама Менделя Тевена, який за національністю був євреєм, пом'якшила свою релігійну політику стосовно євреїв та юдеїв. Вона видала накази про державний захист для євреїв, а в 1763 році заборонила католицьким священникам стягувати надлишкові збори з них. У 1764 році Марія Терезія наказала звільнити тих євреїв, які були обвинувачені у кривавому наклепі в селі Оркута. Незважаючи на особисту неприязнь до євреїв та юдеїв, Марія Терезія підтримувала єврейську комерційну та промислову діяльність в Австрії.

### Протестантизм
Протестантизм Марія Терезія вважала небезпекою для країни, проте не ставилася до нього так, як до євреїв на початку свого правління. Імператриця прагнула навернути протестантів у римо-католицизм, вважаючи їх єретиками. Марія Терезія створила спеціальні комісії, що займались пошуком протестантів. Потім протестантам пропонували зректися своєї віри та перейти до католицизму. Тих, хто погодився, відпускали. Інших карали переважно засланням. У 1750-х роках Марія Терезія вислала протестантів Австрії у Трансильванію. Йосиф II, старший син імператриці та її співправитель з 1765 року, вважав політику матері щодо протестантів «несправедливою, безбожною, неможливою, шкідливою та смішною» та навіть погрожував зректися престолу як співправитель та майбутній імператор. Через це Марія Терезія у 1777 році відмовилася від ідеї вигнання протестантів з Моравії.

### Православ'я

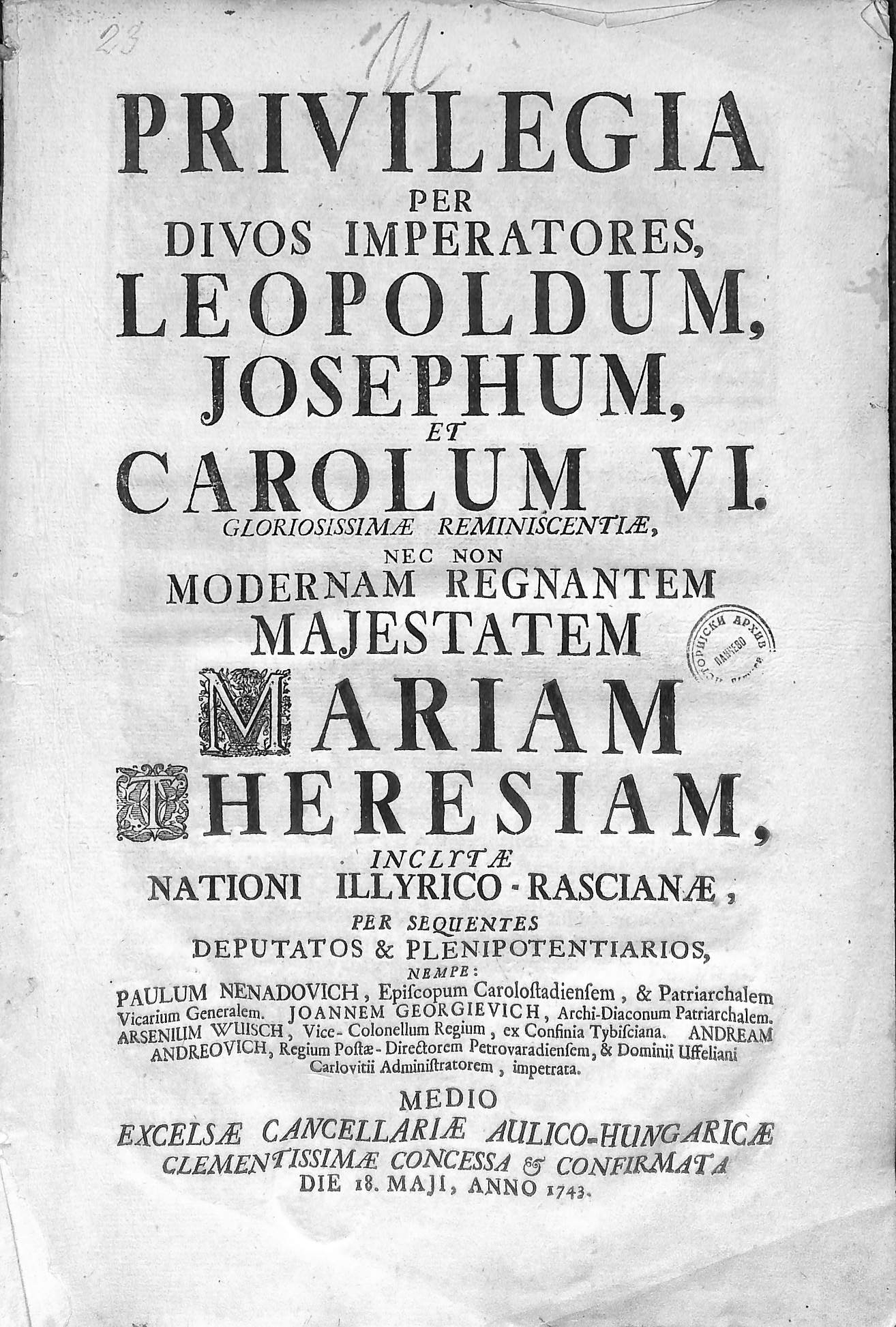
Привілеї, надані Марією Терезією сербським православним у 1743 році

Ставлення імператриці та її уряду до православ'я було набагато м'якшим, ніж до євреїв та протестантів. Марія Терезія продовжила та підтримала надання спеціальних привілеїв православним, що населяли переважно південні та східні регіони спадкових володінь. Політика щодо православ'я відзначалася посиленням впливу на Карловацьку митрополію. Цей процес завершився у 1779 році виданням «Деклараційного рескрипту іллірійської нації».

## Смерть та поховання

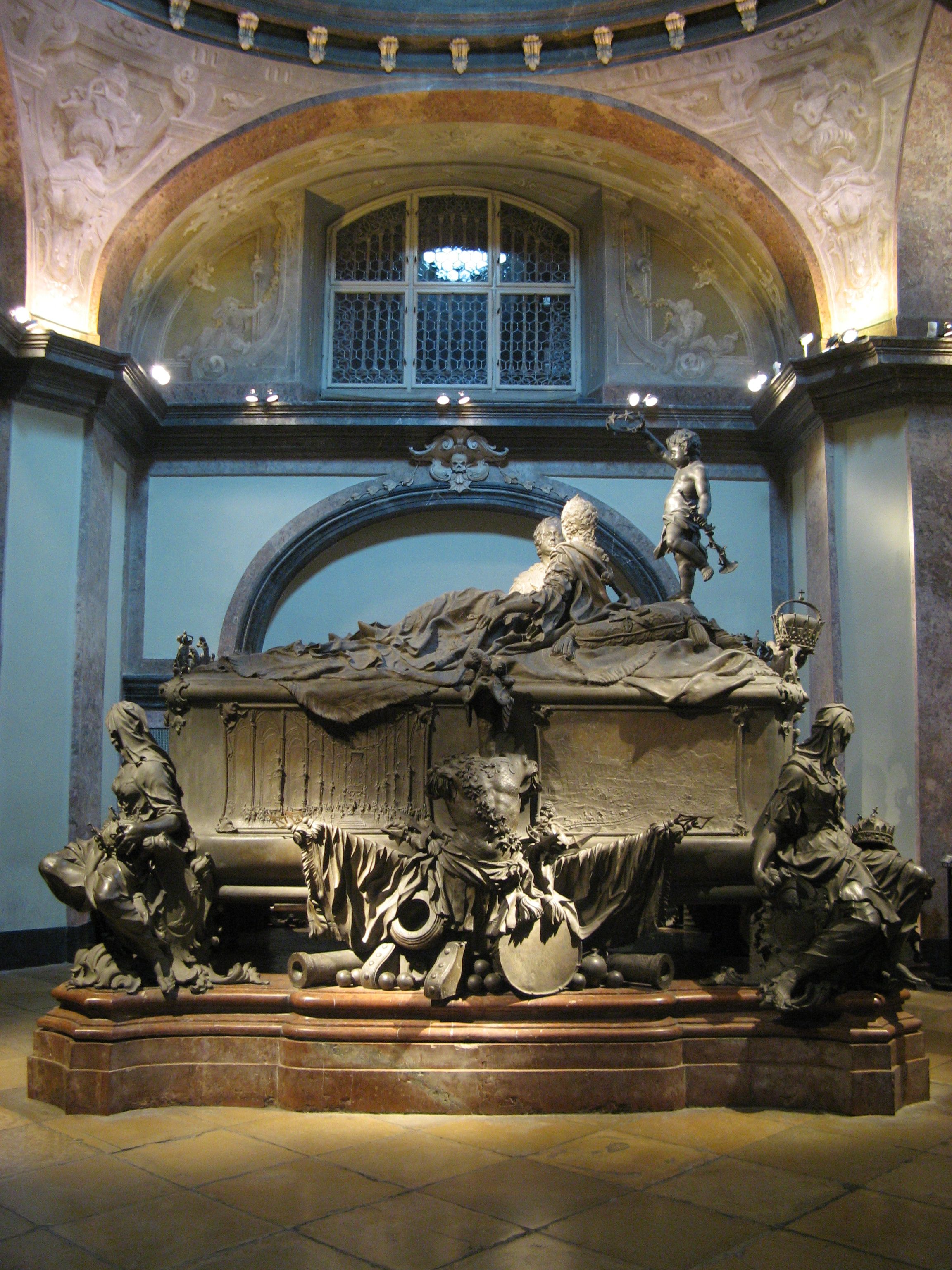
Надгробок Марії Терезії та Франца І Стефана у Імператорському склепі у Відні

У 1767 році Марія Терезія захворіла на віспу. В неї з'явилися набряки, проте вона одужала і продовжила правити спадковими володіннями.
Вдруге Марія Терезія важко захворіла 24 листопада 1780 року. Лікар імператриці доктор Штерк не зміг точно визначити, на що захворіла імператриця. Він вважав стан Марії Терезії серйозним, а її син Йосиф вважав, що мати скоро одужає. 29 листопада 1780 року імператриця померла у колі сім'ї.

Почувши про смерть Марії Терезії, король Пруссії Фрідріх II, її найбільший ворог, що воював з Австрією у трьох війнах, сказав, що попри всі проведені війни він ніколи не вважав Марію Терезію своїм ворогом.

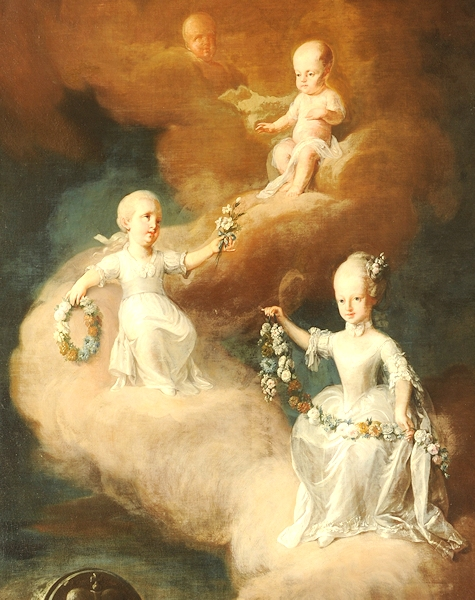
Робота, присвячена дочкам Марії Терезії, що загинули в дитинстві: Марії Йоганні (1750—1762), Марії Єлизаветі (1737—1740), Марії Кароліні (1740—1741) та Марії Кароліні (1748)

Помираючи, Марія-Терезія залишила свою державу такою, що значно просунулась на шляху благоустрою, із армією, яка налічувала 260000 чоловік та із значно збільшеним престижем у Європі. Енергійна, діяльна, розумна Марія Терезія володіла добрим тактом та чарівністю поводження, діяла чарівливим чином на оточення. «Мало знала сама, — писав Жуль Мішле, — проте вміла оточувати себе здібними людьми, які здійснювали її політику».
У приватному житті вона була бездоганною дружиною та матір'ю; мала 16 дітей, з яких 10 пережили її. У Відні зведено чудовий пам'ятник на честь Марії-Терезії та її найближчих соратників.
Зі смертю Марії Терезії обірвалася династія Габсбургів. Зі вступу на престол Йосифа II у 1780 році і до повалення Австро-Угорської монархії у 1918 році Священною Римською, Австрійською та Австро-Угорською імперіями керували представники Габсбургів-Лотаринзьких, які з'явилися в результаті шлюбу Марії Терезії та Франца Стефана Лотаринзького.
Поховали Марію Терезію поруч з предками та чоловіком у Імператорському склепі у Відні.

## Родина

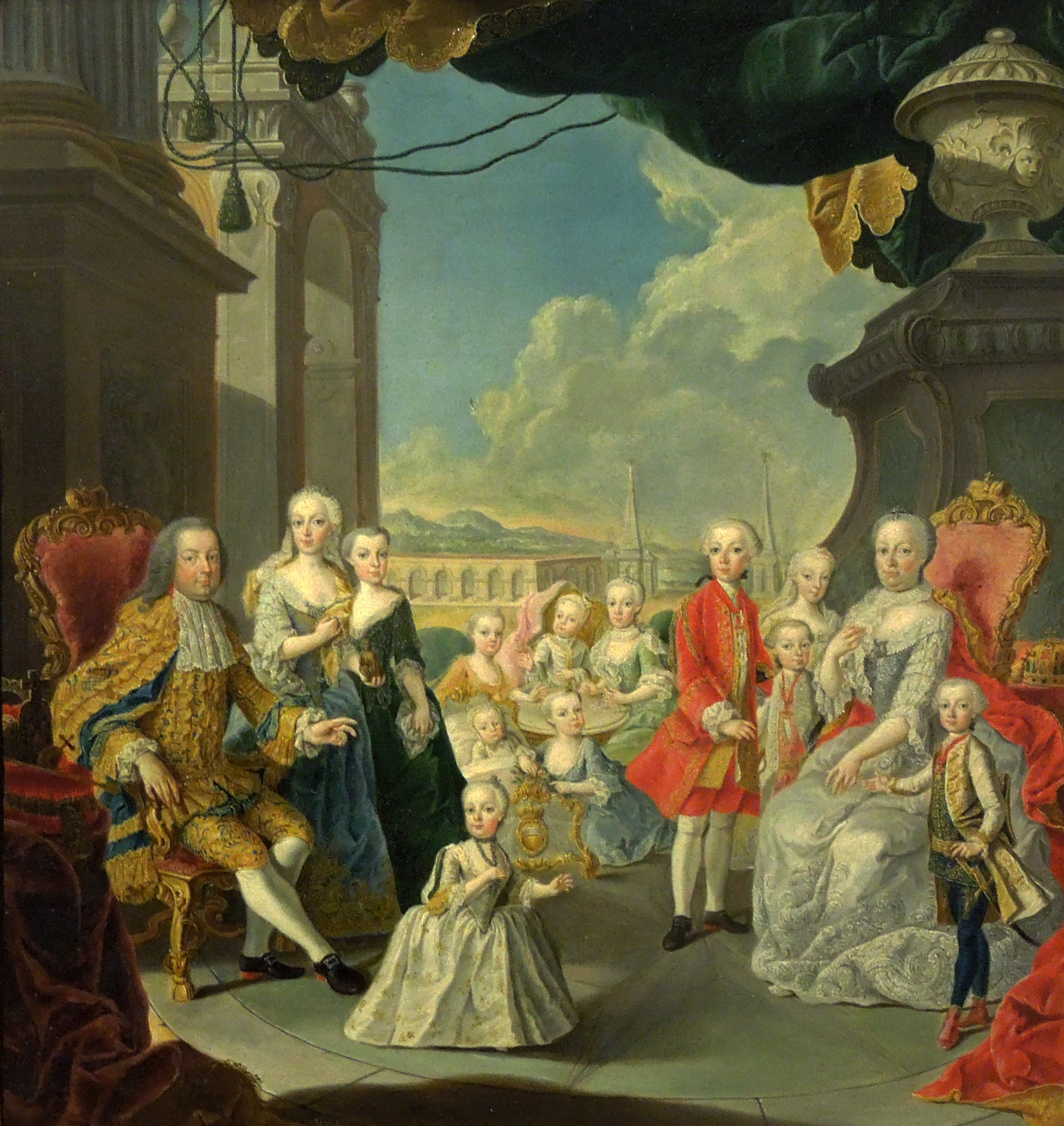
Марія Терезія з чоловіком та дітьми

Чоловік — Франц I Стефан, імператор Священної Римської імперії
Діти:
- Марія Єлизавета (1737—1740) — померла в дитячому віці[75]
- Марія Анна (1738—1789) — згодом жила в Клагенфурті
- Марія Кароліна (1740—1741)
- Йосип II (1741—1790) —  ⚭ 1760 р. Принцеса Ізабелла Пармська, дочка герцога Філіпа Пармського, П'яченци, Гуасталла; ⚭ 1765 р. Принцеса Марія Йозефа Баварська, дочка імператора Карла VII.
- Марія Христина (1742—1798) —  ⚭ 1766 Альберт Казимир Саксонський, герцог Тешенський
- Марія Єлизавета (1743—1808) — настоятелька в Інсбруку
- Карл Йосип (1745—1761) — ерцгерцог
- Марія Амалія (1746—1804) —  ⚭ 1769 герцог Фердинанд Пармський, син герцога Філіпа Пармського, П'яченца, Гуасталла
- Леопольд II (1747—1792) —  ⚭ 1765 р. Інфанта Марія Людовика Іспанська, дочка короля Карла III.
- Марія Кароліна (1748—1748)
- Йоганна Габріела (1750—1762) — заручена з королем Бурбон-Сицилії Фердинандом I
- Марія Йозефа (1751—1767) — заручена з королем Бурбон-Сицилії Фердинандом I
- Марія Кароліна (1752—1814) —  ⚭ 1768 Король Бурбон-Сицилії Фердинанд I, син короля Карла III. з Іспанії
- Фердинанд Карл Антон (1754—1806) — ⚭ 1771 герцогиня Марія Беатріче д'Есте, дочка Ерколе III, герцога Модени
- Марія Антуанетта (Марія Антонія) (1755—1793) —  ⚭ 1770 Людвіг (1754—1793), Дофін, з 1774 як Людовик XVI. Король Франції, син дофіна Людовика Франції[76]
- Максиміліан Франц (1756—1801) — архієпископ, курфюрст Кельна

## Вшанування пам'яті
- Під час Другої світової війни було створено 22-гу кавалерійську дивізію СС «Марія Терезія». Вона була сформована, в основному, з фольксдойче, що проживали на території колишньої Австро-Угорщини та обожнювали імператрицю за видатні заслуги[77][78][79].
- 295 Терезія — астероїд, названий на честь правительки[80][81].

- На честь імператриці названо Військовий орден Марії Терезії — австрійську військову нагороду.
- У Відні поруч з палацом Гофбург є площа Марії Терезії, на якій розміщено пам'ятник імператриці, встановлений у 1888 році[82].

- У місті Ужгород є Сквер Марії Терезії. У тому сквері також встановлений пам'ятник Марії Терезії[83]. На її честь також заснований Орден Марії Терезії[84].
- У 2017—2019 роках відбувалися зйомки австро-чехо-словако-угорського мінісеріалу «Марія Терезія»[85].

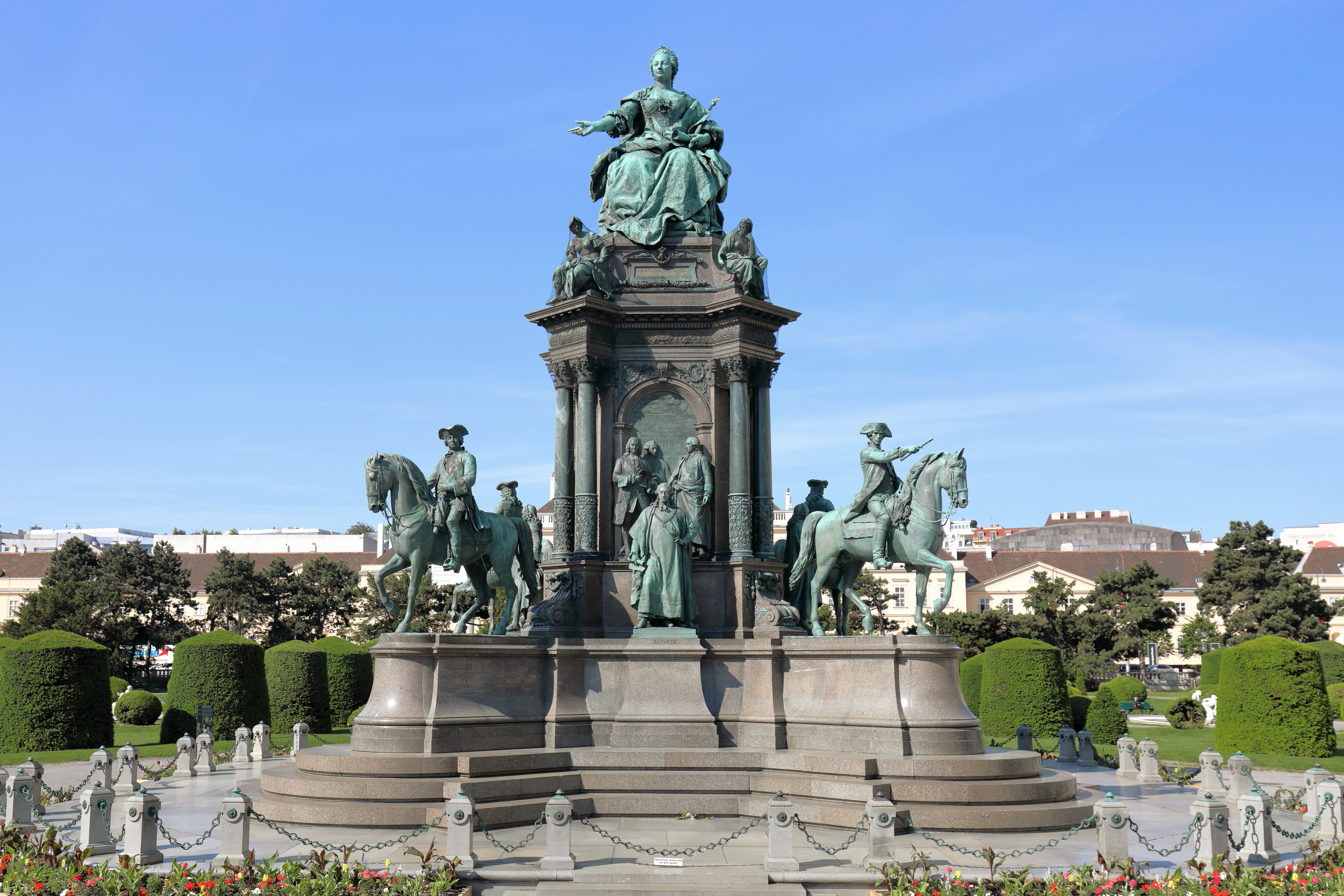
Пам'ятник Марії Терезії у Відні
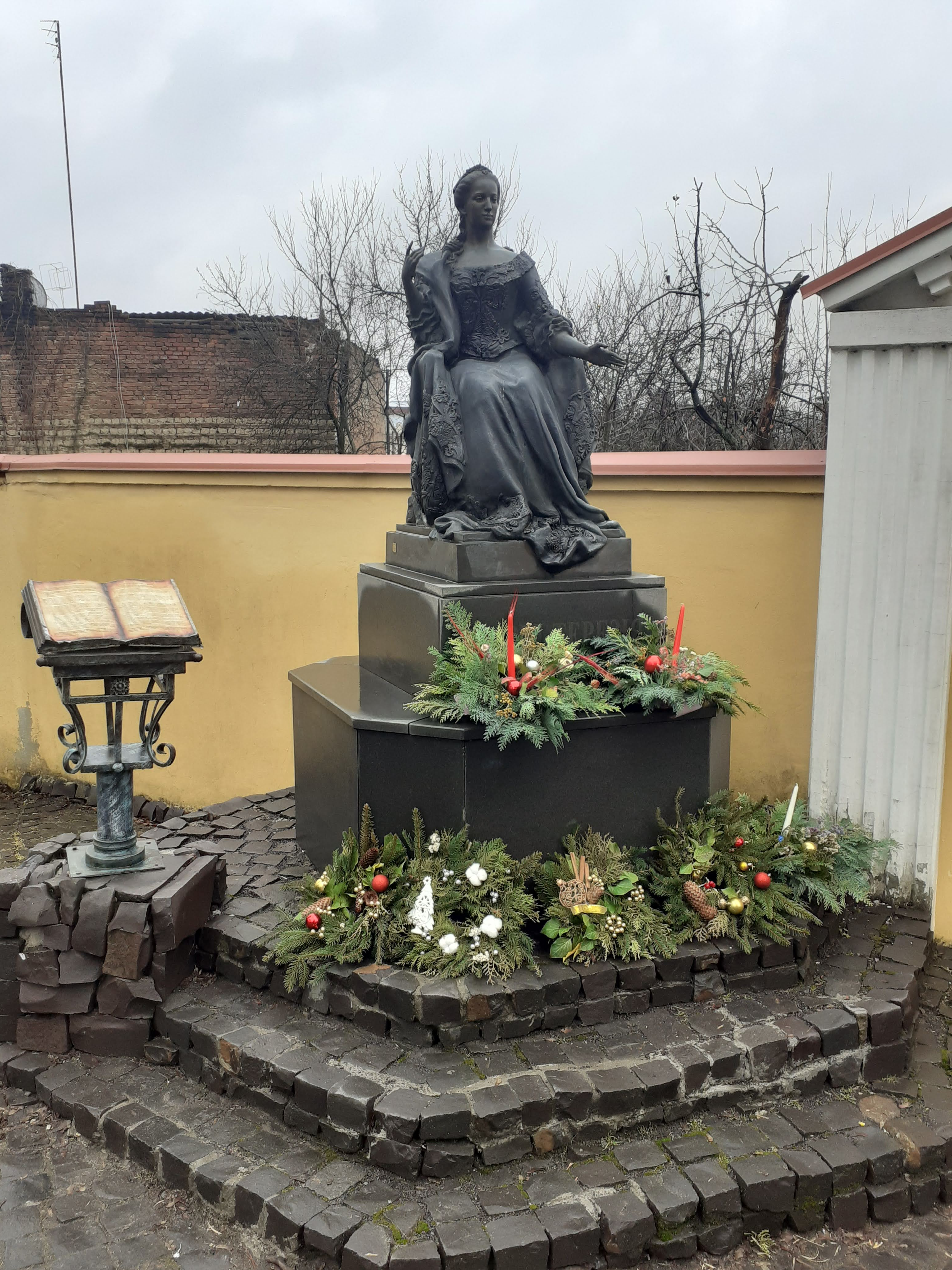
Пам'ятник імператриці в сквері в Ужгороді